# Сарикопа
Сарикопа (каз. Сарықопа) — безстічне солоне озеро в Костанайській області Казахстану.
Розташоване в Тургайській долині на висоті 101,2 м над рівнем моря. 
Площа 184 км² (при високому наповненні — до 336 км²). Довжина — 27,6 км, максимальна ширина — 13,2 км. 
Західний берег пологий, східний — до 5—10 м висоти.
Живлення снігове.